# Le Témoin de poussière
Le Témoin de poussière est un roman de Michel Breitman publié en 1985 aux éditions Robert Laffont et ayant reçu le Prix des Deux Magots l'année suivante, ex æquo avec Eugénie les larmes aux yeux d'Éric Deschodt.

## Éditions
- Le Témoin de poussière, éditions Robert Laffont, 1985  (ISBN 2-221-04823-7).